# Tadeusz Doboszyński
Tadeusz Doboszyński (ur. 1927 w Lublinie, zm. 3 sierpnia 2012) – Komandor profesor doktor habilitowany medycyny zajmujący się medycyną nurkowania. Żołnierz AK, wykładowca Wojskowej Akademii Medycznej.

## Życiorys
Jego ojciec, zawodowy oficer zmarł, gdy Tadeusz miał 3 lata. Po ukończeniu szkoły podstawowej Tadeusz Doboszyński wstąpił do Korpusu Kadetów we Lwowie. Po wybuchu wojny znalazł się w Wilnie, gdzie uczył się na tajnych kompletach i pracował. Zagrożony aresztowaniem, wstąpił do leśnego oddziału 6 Samodzielnej Brygady AK. Po wojnie i rozformowaniu AK kontynuował naukę w Białymstoku, gdzie uzyskał maturę. Następnie rozpoczął studia na Wydziale Farmacji Uniwersytetu Lubelskiego. Po uzyskaniu dyplomu magistra farmacji w 1949 został powołany na kurs Oficerów Służby Zdrowia w Łodzi. Po kursie otrzymał awans na porucznika i został zawodowym żołnierzem.
Początkowo był kierownikiem pracowni w Laboratorium Sanitarno-Epidemiologicznym Marynarki Wojennej w Gdyni oraz starszym asystentem w Studium Wojskowym Akademii Medycznej w Gdańsku.
W 1961 obronił pracę doktorską Badania nad składem aminokwasowym białek krajowych konserw rybnych z zastosowaniem chromatografii bibułowej i uzyskał stopień doktora nauk medycznych.
Po uzyskaniu doktoratu przeszedł do Katedry Medycyny Morskiej Wojskowej Akademii Medycznej, mieszczącej się w Gdyni, gdzie został kierownikiem Zakładu Medycyny Podwodnej.
Habilitował się w 1970, w gdańskiej Akademii Medycznej, na podstawie pracy Model przebiegu dekompresji w nurkowaniach na mieszaninach tlenowo-azotowych. W 1987 został profesorem.
Pracując w Katedrze Medycyny Morskiej Wojskowej Akademii Medycznej, Tadeusz Doboszyński zajmował się wpływem dekompresji na organizm człowieka i opracowywaniem metod bezpiecznej dekompresji nurków oraz mieszkańców podwodnych habitatów. Wyniki jego prac zostały użyte przy budowie habitatów oraz dzwonów nurkowych w stoczni szczecińskiej.
Tadeusz Doboszyński był autorem 120 prac opublikowanych w specjalistycznych periodykach, poświęconych fizjologi nurkowania i dekompresji oraz współautorem podręczników. Wypromował 6 doktorów.
Po przejściu na emeryturę pracował w cywilnych ośrodkach hiperbarycznych.
Oprócz pracy naukowej był czynnym zawodnikiem sportów zimowych oraz jeździectwie. Hobbystycznie zajmował się historią II wojny światowej oraz kawalerii w II Rzeczypospolitej.

## Nagrody i odznaczenia[2]
- Krzyż Oficerski Orderu Odrodzenia Polski (2012 - pośmiertnie)[3]
- Krzyż Kawalerski Orderu Odrodzenia Polski
- Krzyż Armii Krajowej
- Srebrny i Złoty Krzyż Zasługi
- Medal Komisji Edukacji Narodowej
- Srebrna Odznaka „Zasłużony Pracownik Morza”
- Medal Za Zasługi dla Marynarki Wojennej
- Złota Odznaka Polskiego Związku Jeździeckiego
- Wpis do Księgi Czynów Roku Nauki Polskiej (wraz z zespołem Katedry Medycyny Morskiej) (1977)
- Nagroda Ministra Obrony Narodowej
- Nagroda Ministra Szkolnictwa Wyższego i Nauki